# Заливний (Самарська область)
Заливний (рос. Заливной) — селище в Богатівському районі Самарської області Російської Федерації.
Населення становить 575 осіб. Входить до складу муніципального утворення сільське поселення Богате.

## Історія
Від 2005 року входило до складу муніципального утворення сільське поселення Богате.

## Населення
| 2010 |
| ---- |
| 575  |